# Oenanthe foucaudi
Oenanthe foucaudi är en flockblommig växtart som beskrevs av Tess. Oenanthe foucaudi ingår i släktet stäkror, och familjen flockblommiga växter. Inga underarter finns listade i Catalogue of Life.